# Thomas Steen
Thomas Steen (* 8. Juni 1960 in Grums) ist ein ehemaliger schwedischer Eishockeyspieler, -trainer und -scout sowie kanadischer Politiker. Während seiner aktiven Karriere zwischen 1974 und 1999 spielte er für die Winnipeg Jets in der National Hockey League, Leksands IF und Färjestad BK in der schwedischen Elitserien sowie die Eisbären Berlin und Frankfurt Lions in der Deutschen Eishockey Liga.
Anschließend verfolgte er eine Karriere als Trainer in Schweden und Scout für diverse NHL-Franchises. Seit Oktober 2010 ist er Stadtrat des Stadtviertels Elmwood-East Kildonan von Winnipeg.
Sein Bruder Malte war und sein Sohn Alexander ist ebenfalls ein professioneller Eishockeyspieler. Ebenso kamen seine Cousins Dan und Ulf Labraaten zu Profieinsätzen.

## Karriere

### Eishockey
Steen begann seine Karriere in seiner Geburtsstadt bei Grums IK, für den er in der Saison 1974/75 – im Alter von 14 Jahren – in der dritthöchsten schwedischen Liga aufs Eis ging. Im Folgejahr spielte er mit dem Team in der zweitklassigen Division 1 und kam auf neun Scorerpunkte in 21 Begegnungen.
Vor der Saison 1976/77 wechselte der damals 16-Jährige zum Elitserien-Klub Leksands IF, der in den Vorjahren zahlreiche nationale Erfolge gefeiert hatte. Steen kam in der ersten Spielzeit aufgrund seines geringen Alters nur sporadisch zu Einsätzen, erhielt in der Saison 1977/78 aber einen Stammplatz im Kader. Auch die folgenden beiden Jahre war er fester Bestandteil des Teams und wurde im Sommer 1979 im NHL Entry Draft 1979 in der fünften Runde an 103. Stelle von den Winnipeg Jets aus der National Hockey League ausgewählt. Nach einem Wechsel innerhalb der Elitserien zu Färjestad BK aus Karlstad im Sommer 1980 verabschiedete er sich mit dem Gewinn des schwedischen Meistertitels in Richtung Nordamerika, da er dorthin im Sommer 1981 zu den Jets wechselte. Zudem erfolgte die erstmalige Wahl ins schwedische Welt-All-Star-Team.
In der National Hockey League bei den Winnipeg Jets fasste der Center schnell Fuß und absolvierte mit 44 Punkten aus 73 Spielen eine solide Saison als Liganeuling. In den folgenden Jahren entwickelte sich Steen gemeinsam mit den Teamkollegen Dale Hawerchuk, Paul MacLean und Dave Babych zu den Eckpfeilern des Teams. Die Mannschaft absolvierte gute Spielzeiten, konnte aber nicht an die Erfolge zu Zeiten der World Hockey Association anknüpfen. Steen selbst steigerte seine Punktausbeute zwischen 1982 und 1985 kontinuierlich bis auf 84 Scorerpunkte, was die zweite Ernennung ins schwedische Welt-All-Star-Team im Jahr 1985 zur Folge hatte. Nach einem leichten Rückgang im folgenden Spieljahr, erhielt der Angreifer aber die dritte Wahl ins schwedische Welt-All-Star-Team. In den folgenden beiden Jahren gingen die Offensivstatistiken weiterhin zurück, ehe der Stürmer mit 61 Torvorlagen und 88 Punkten persönliche Bestmarken in der Spielzeit 1988/89 aufstellte. Seine Tore-Bestmarke von 30 aus der Saison 1984/85 verpasste er um drei Treffer. Zwischen 1989 und 1991 agierte Steen partiell auch als Mannschaftskapitän der Jets und erhielt 1990 den Viking Award als bester schwedischer Spieler auf dem nordamerikanischen Kontinent. Insgesamt verblieb er noch bis zum Ende der Lockout-verkürzten NHL-Saison 1994/95 in Winnipeg und beendete danach seine 14-jährige NHL-Karriere, in denen er den Jets stets treu geblieben war. Sein Trikot mit der Rückennummer 25 wurde bereits am 1. April 1994 – also noch während er für das Team spielte – vom Franchise der Winnipeg Jets gesperrt und wird somit nie mehr vergeben. Diese Ehre war vorher nur Bobby Hull zuteilgeworden. Beide Trikots werden auch bei den Phoenix Coyotes – wie die Jets nach einem Umzug benannt worden sind – nicht mehr vergeben. Darüber hinaus wurde er nach seinem aktiven Karriereende in die Hockey Hall of Fame der Provinz Manitoba aufgenommen und erhielt als 128. schwedischer Eishockeyspieler den Stor Grabb. Bei den Winnipeg Jets hält Steen den Franchiserekord für die meisten Spiele und Torvorlagen.
Nach einer Pause kehrte Steen im Verlauf der Spielzeit 1995/96 in den aktiven Sport zurück. Er schloss sich den Frankfurt Lions aus der Deutschen Eishockey Liga an. Im restlichen Verlauf der Saison absolvierte er vier Partien für die Hessen. Zur Spielzeit 1996/97 schloss sich der Schwede dem Ligakonkurrenten Eisbären Berlin an. Für die Eisbären lief Steen noch drei weitere Jahre bis zum Ende des Spieljahres 1998/99 auf.
Anschließend beendete er endgültig seine aktive Zeit und wurde zur Saison 1999/2000 Assistenztrainer des Elitserien-Vereins Västra Frölunda HC aus Göteborg, deren U18-Allsvenskan-Team er in den folgenden vier Jahren bis 2004 als Cheftrainer betreute. Gleichzeitig arbeitete er als Scout der Minnesota Wild für den schwedischen Spielermarkt. Nach Beendigung beider Engagements 2004 arbeitete er erst in der Saison 2008/09 wieder als Scout, dieses Mal für die Phoenix Coyotes. In der Spielzeit 2009/10 stand er noch einmal für MODO Hockey aus Örnsköldsvik als Assistenztrainer hinter der Bande, ehe er sich mehr der Politik widmete.

#### International
Steen vertrat sein Geburtsland Schweden bei zahlreichen Turnieren im Junioren- und Seniorenbereich. Im Verlauf seiner Karriere absolvierte er 75 Spiele für die A-Auswahl der Nationalmannschaft und gewann zwei Silbermedaillen bei Eishockey-Weltmeisterschaften. Im Juniorenbereich kamen viermal Edelmetall bei Welt- und Europameisterschaften hinzu.
Erstmals kam er bei der Junioren-Europameisterschaft 1977 zu Einsätzen und gewann an der Seite von Pelle Lindbergh und Mats Näslund ungeschlagen die Goldmedaille. Im Juniorenbereich folgten schließlich weitere Auftritt bei den Junioren-Weltmeisterschaften 1978, 1979 und 1980. In allen drei Jahren gewann er mit dem Team eine Medaille – 1978 Silber sowie 1979 und 1980 jeweils Bronze. Zudem wurde er 1979 ins All-Star-Team des Turniers gewählt.
Im Seniorenbereich spielte Steen erstmals bei der Weltmeisterschaft 1981, wo die Schweden Silber gewannen und wenige Monate später beim Canada Cup 1981. Der nächste internationale Auftritt erfolgte erst beim Canada Cup 1984, wo das Team ebenso im Finale unterlegen war wie bei der Weltmeisterschaft 1986. Seine letzte WM war die Weltmeisterschaft 1989. Letztmals international trat er beim Canada Cup 1991 für die Tre Kronor an.

### Politik
Steen war bei der Kanadischen Unterhauswahl im Jahr 2008 erstmals Kandidat der Konservativen Partei Kanadas, wo er in Winnipegs nordöstlichem Wahlbezirk Elmwood—Transcona dem Kandidaten der Neuen Demokratischen Partei unterlag. Zwei Jahre später errang Steen einen Sieg bei der Kommunalwahl in der Provinz Manitoba und wurde Stadtrat des Stadtbezirks Elmwood-East Kildonan von Winnipeg.

## Erfolge und Auszeichnungen

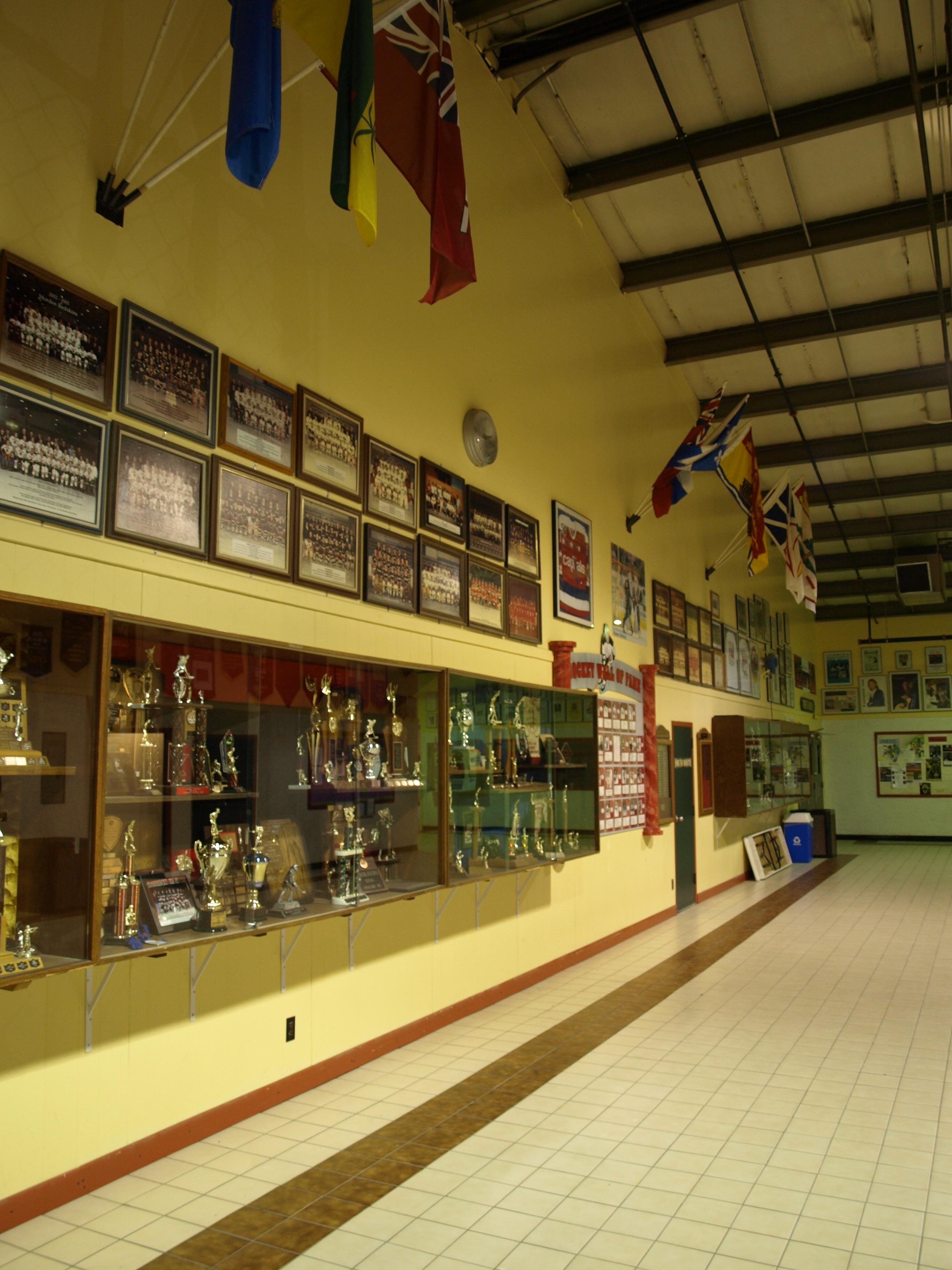
Die Manitoba Hockey Hall of Fame

| - 1981 Schwedischer Meister mit Färjestad BK - 1981 Schwedisches Welt-All-Star-Team - 1985 Schwedisches Welt-All-Star-Team - 1986 Schwedisches Welt-All-Star-Team | - 1990 NHL All-Star Game (keine Teilnahme) - 1990 Viking Award - Aufnahme in die Manitoba Hockey Hall of Fame - Stor Grabb |

### International
| - 1977 Goldmedaille bei der U18-Junioren-Europameisterschaft - 1978 Silbermedaille bei der U20-Junioren-Weltmeisterschaft - 1979 Bronzemedaille bei der U20-Junioren-Weltmeisterschaft - 1979 All-Star-Team der U20-Junioren-Weltmeisterschaft | - 1980 Bronzemedaille bei der U20-Junioren-Weltmeisterschaft - 1981 Silbermedaille bei der Weltmeisterschaft - 1984 Silbermedaille beim Canada Cup - 1986 Silbermedaille bei der Weltmeisterschaft |

## Karrierestatistik

### International
Vertrat Schweden bei:
| - U18-Junioren-Europameisterschaft 1977 - U20-Junioren-Weltmeisterschaft 1978 - U20-Junioren-Weltmeisterschaft 1979 - U20-Junioren-Weltmeisterschaft 1980 - Weltmeisterschaft 1981 | - Canada Cup 1981 - Canada Cup 1984 - Weltmeisterschaft 1986 - Weltmeisterschaft 1989 - Canada Cup 1991 |

(Legende zur Spielerstatistik: Sp oder GP = absolvierte Spiele; T oder G = erzielte Tore; V oder A = erzielte Assists; Pkt oder Pts = erzielte Scorerpunkte; SM oder PIM = erhaltene Strafminuten; +/− = Plus/Minus-Bilanz; PP = erzielte Überzahltore; SH = erzielte Unterzahltore; GW = erzielte Siegtore; 1 Play-downs/Relegation; Kursiv: Statistik nicht vollständig)

## Familie
Steen kommt aus einer eishockeybegeisterten Familie. Sein acht Jahre älterer Bruder Malte Steen war ebenfalls professioneller Eishockeyspieler und während seiner aktiven Karriere zwischen 1969 und 1989 unter anderem in der schwedischen Elitserien und Division 1 aktiv. Nach Beendigung seiner aktiven Zeit arbeitete er Trainer – zunächst für Vereinsmannschaften, später für Nationalmannschaften. Dort war er jahrelang für die Juniorenteams der spanischen Nationalmannschaft tätig.
Die Cousins der Steens Dan und Ulf Labraaten spielten ebenfalls höherklassig Eishockey. Ulf Labraaten kam zwischen 1981 und 1984 zu 85 Spielen in der Elitserien und verfolgte anschließend eine Karriere als Jugendtrainer. Dan Labraaten war – wie Thomas Steen auch – für die Winnipeg Jets noch in der World Hockey Association aktiv. In der National Hockey League kam er zu Einsätzen für die Detroit Red Wings und Calgary Flames. Neben dem Gewinn der Avco World Trophy mit Winnipeg errang er auch mehrere schwedische Meistertitel und Medaillen bei Eishockey-Weltmeisterschaften.
Thomas Steens Söhne – der 1984 in Winnipeg geborere Alexander und der 1991 ebenso dort zur Welt gekommene Hamilton – gehen auch dem Eishockeysport nach. Während Hamilton Steen bis 2010 im Junioreneishockey in der Manitoba Junior Hockey League spielte, schaffte sein älterer Bruder Alexander den Sprung in die NHL. Über die Elitserien wechselte er 2005 zu den Toronto Maple Leafs und später zu den St. Louis Blues.